# Fabian Neidhardt
Fabian Neidhardt (* 1986 in Pforzheim) ist ein deutscher Autor, Hörbuchsprecher und freier Journalist.

## Leben
Neidhardt ist in der Nähe von Pforzheim mit drei Geschwistern aufgewachsen, seine Eltern haben Wurzeln in Italien und Polen. Nach dem Abitur auf dem Reuchlin-Gymnasium Pforzheim und seinem Zivildienst machte er sein Volontariat bei Energy Stuttgart. Danach studierte er den Bachelor Sprechkunst und Sprecherziehung an der Hochschule für Musik und Darstellende Kunst Stuttgart und den Master Literarisches Schreiben an der Universität Hildesheim. 2019 absolvierte er die Serienschule als Storyliner bei der UFA in Potsdam.
Seit 2003 stand er regelmäßig als Poetry Slammer auf Bühnen und hat 2006 an der Poetry-Slam-Meisterschaft in München teilgenommen. 2010 sprach er das Hörbuch zu Little Brother von Cory Doctorow. 2012 veröffentlichte er seinen ersten Roman 'Das Leben ist ein Erdbeben und ich stehe neben dem Türrahmen' als Selfpublisher. 2016 hielt er bei TEDx Stuttgart den Vortrag 'Die Vielleicht-Ära. Unverbindlichkeit im Alltag'. 2019 baute er den Prosaroboter, der angelehnt an den Landsberger Poesieautomat einzigartige Prosatexte ausdruckt. 2021 erschien sein Verlagsdebüt 'Immer noch wach' beim Haymon Verlag.
Fabian Neidhardt lebt und arbeitet in Hamburg und Stuttgart.

## Veröffentlichungen (Auswahl)

### Einzeltitel
- Das Leben ist ein Erdbeben und ich stehe neben dem Türrahmen. CreateSpace, 2012, ISBN 978-1-4793-1678-6.
- Immer noch wach. Haymon Verlag, 2021, ISBN 978-3-7099-8118-4.
- Wörterbuch vom Ende der Nahrungskette. Molino Verlag, 2022, ISBN 978-3-948696-13-9
- Nur ein paar Nächte. Haymon Verlag, 2023, ISBN 978-3-7099-8174-0.
- Endlosschleifentage. Haymon Verlag, 2025, ISBN 978-3-7099-8244-0.

### Beiträge in Anthologien (Auswahl)
- Dorothee Kimmich und Philipp Alexander Ostrowicz (Hrsg.): After I met you, I saw myself as another: 28. Würth Literaturpreis, Swiridoff, 2017, ISBN 978-3-89929-350-0
- Christian Schärf (Hrsg.): Landpartie 16, Zu Klampen, 2016, ISBN 978-3-86674-530-8
- Axel Klingenberg und Andreas Reiffer (Hrsg.): The Punchliner Nr. 7, 2010
- um[laut] magazin Ausgabe #4, 2009, ISSN 1866-9816.